# 黄华华
黄华华（1946年10月—），广东省兴宁县（今兴宁市）人，中共中央委员，原中共广东省委副書記兼省长；他長期於廣東工作，於2003年起出任廣東省省長至2011年。後來又擔任全国人大华侨委员会副主任委员、粵港澳合作促進會榮譽會長。

## 簡歷
黃華華於1964年起就讀於中山大學數力系；1969年9月參加工作並留校有待分配。翌年8月起分別擔任廣東省煤礦機械廠干部、基建連副連長、車間黨支部副書記及廠革委會副主任；並於1971年加入中國共產黨。黃華華1978年出任共青團韶關市委書記；1982年出任共青團廣東省委副書記；而三年後升任為共青團廣東省委書記並出任黨組書記。1983年9月起就讀於中央党校二年制中青年干部研究生班。
除中共十四大外，黃華華自1987年的中共十三大起為代表至中共十七大；而他更於中共十五大上獲推為中央候補委員，十六、十七大中央委員。黃華華於1987年12月起出任梅縣地委副書記；翌年梅縣升格為梅州市而改任梅州市委副書記並出任市長一職；1992年4月起出任中共廣東省委常委、秘書長；1993年5月當選為廣東省委副書記、秘書長；1996年後任中共廣東省委副書記至2011年11月。
黃華華於1998年當選為廣州市委書記至2002年；2001年當選為廣州市人大常委會主任；2002年選為廣東省常務副省長，翌年1月於廣東省第十屆人大第一次會議中當選為廣東省省長並於2008年1月24日獲得通過連任。黃華華從2003年3月起為第十屆全國人大代表及第十一屆全國人大代表。2007年5月25日於中共廣東省第十屆委員会第一次全體會議上獲選為廣東省委副書記。
黃華華於2011年11月4日在廣州召開的廣東省第十一届人大常委会第二十九次會議上請求辭任省長一職，並獲通過接受；其省長一職由原常務副省長朱小丹代理。在黃華華主政省長期間成功主辦廣州亞運以及深圳大運會外，還積極推動粵港、粵澳以及泛珠三角之間的區域合作、落實CEPA政策、改善珠江水質問題、放寬自由行到港澳政策、八達通與嶺南通互聯互通使用。
2011年12月31日獲任命為全國人大華僑委員會副主任委員，在2018年3月十二屆完結後退休。